# Shepherdsville
Shepherdsville är en stad i den amerikanska delstaten Kentucky med en yta av 27,9 km² och en folkmängd, som uppgår till 8 334 invånare (2000). Shepherdsville är administrativ huvudort i Bullitt County.